# Escuelas Públicas de Oklahoma City

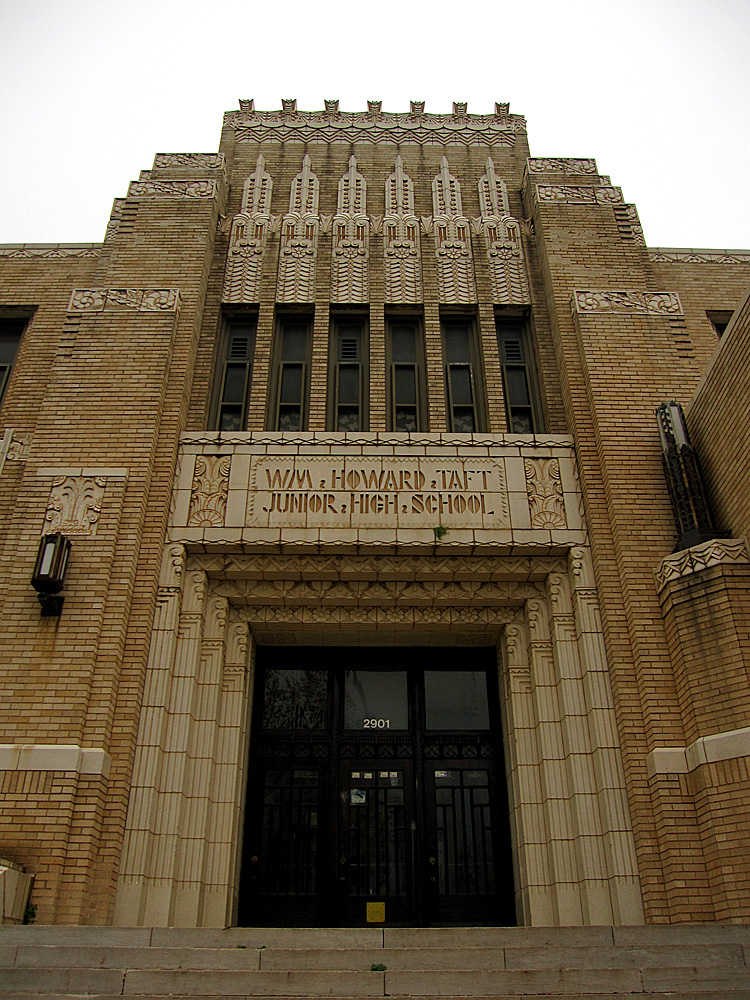
Entrada a la Taft Junior High School de Oklahoma City, incluida en la lista del NRHP.

Las Escuelas Públicas de Oklahoma City (Oklahoma City Public Schools, OKCPS) es un distrito escolar de Oklahoma. Tiene su sede en Oklahoma City. El consejo escolar del distrito tiene siete miembros. El distrito tiene seis regiones escolares.

## Escuelas
Escuelas preparatorias:
- Capitol Hill High School
- Classen School of Advanced Studies Mid-High School
- Douglass Mid-High School
- Emerson Mid-High School
- U.S. Grant High School
- John Marshall Mid-High School
- Northeast Academy Mid-High School
- Northwest Classen High School
- Oklahoma Centennial Mid-High School
- Southeast High School
- Star Spencer High School